# Agapetes bhutanica
Agapetes bhutanica là một loài thực vật có hoa trong họ Thạch nam. Loài này được N.P.Balakr. & Sud.Chowdhury mô tả khoa học đầu tiên năm 1966.